# Biuro tłumaczeń
Biuro tłumaczeń,  agencja tłumaczeń – przedsiębiorstwo usługowe wykonujące tłumaczenia z języka źródłowego na docelowy oraz inne pokrewne usługi (adiustacja, korekta, formatowanie, redakcja tekstu, DTP, konsultacja językowa, lokalizacja).
Do standardowych usług agencji tłumaczeń należą:
- tłumaczenie pisemne
- tłumaczenie symultaniczne lub konsekutywne
- tłumaczenia poświadczone wykonywane przez tłumaczy przysięgłych

Agencje tłumaczeń zajmują się zwykle tłumaczeniem tekstów nieliterackich, czyli tzw. użytkowych. Poza obsługą tłumaczeń języka ogólnotematycznego agencje często świadomie specjalizują się w wykonywaniu tłumaczeń fachowych w danej dziedzinie (np. prawo, medycyna, technika, bankowość i finanse, reklama i marketing, ekonomia, ochrona środowiska, Unia Europejska itd.) oraz w określonych typach tekstów (np. artykuły naukowe, akty prawne, strony internetowe, instrukcje obsługi, dokumenty, raporty, materiały promocyjne, korespondencja oficjalna itd.). Specjalizacja wymaga zbudowania odpowiednio wykwalifikowanego zespołu doświadczonych tłumaczy, konsultantów z danej dziedziny oraz kompetentnych korektorów. 

## Organizacja pracy
Agencje tłumaczeń działają jako pośrednicy między zlecającymi klientami a współpracującymi z agencją freelancerami lub rzadziej zatrudnionymi w niej na stałe tłumaczami. Duża część klientów agencji to klienci instytucjonalni, którzy zlecają agencji kompleksową obsługę językową swojej instytucji lub firmy na zasadzie outsourcingu. Alternatywnym rozwiązaniem jest zatrudnienie w firmie lub instytucji wewnętrznego tłumacza lub stworzenie wewnętrznego działu tłumaczeń, jednak nawet wtedy konieczne może być zlecania części pracy na zewnątrz.
W agencji rozdzielaniem zadań między tłumaczy i koordynacją pracy zajmuje się zwykle kierownik projektów (ang. project manager) lub po prostu sekretarka. Niekiedy tłumaczy wspiera też terminolog, czuwający na spójnością terminologii stosowanej w danym tekście i aktywnie ją do danego projektu przygotowujący. Pozwala to oszczędzić czas tłumaczy, zwiększyć ich wydajność oraz poprawić spójność i jakość tłumaczonych tekstów. Odesłane przez tłumaczy teksty poddawane są w agencji kontroli jakości (korekta, formatowanie itp.) przed odesłaniem gotowego tłumaczenia do klienta. W mniejszych agencjach rolę sekretarki, koordynatora, terminologa, redaktora i kierownika projektu łączy często jedna osoba, np. właściciel agencji.

## Narzędzia pracy
Obecnie obieg dokumentów oraz płatności odbywa się prawie całkowicie (z wyjątkiem tłumaczeń poświadczonych) w formie elektronicznej, bez konieczności bezpośredniego kontaktu między klientem i agencją. Podstawowymi kanałami spływania tekstów od zleceniodawców, a także przekazywania ich tłumaczom i korektorom, jest poczta elektroniczna oraz rzadziej fax. Przy większej liczbie klientów i zleceń oraz dużym zespole tłumaczy agencje posiłkują się zwykle specjalnymi programami typu CRM oraz workflow manager do kompleksowego zarządzania projektami i rozliczeniami finansowymi. Coraz powszechniej stosuje się też narzędzia typu CAT, tzn. programy wspomagające tłumaczenie i zarządzanie terminologią. Przyjmując zlecenia, agencja musi być przygotowana do obsługi i konwersji dokumentów nie tylko w formatach tekstowych, ale także HTML, arkuszach kalkulacyjnych i wielu formatach graficznych, co wymaga korzystania z profesjonalnego wsparcia informatycznego.

## Model biznesowy
Agencje zarabiają na marży między opłatą pobieraną od zleceniodawcy a rzeczywistymi kosztami tłumaczenia (wynagrodzeniem tłumaczy zatrudnionych w agencji lub z nią współpracujących, kosztami utrzymania agencji, szkoleń, marketingu, sprzętu i oprogramowania komputerowego itp.). Niekiedy tłumaczenie jest tylko jedną z kilku dziedzin działalności firmy, która działa także jako szkoła języków, wydawnictwo, agencja obsługująca konferencje, agencja reklamowa czy kancelaria prawna. Zdarza się też, że działy tłumaczeń służące jednej firmie wykorzystują dostępne zasoby pracy, wykonując zlecenia zewnętrzne z innych źródeł i funkcjonują de facto jako agencja (tzw. insourcing).

## Organizacje branżowe
Na polskim rynku od 2001 r. działa Polskie Stowarzyszenie Biur Tłumaczeń. Jest to organizacja branżowa stawiająca sobie za cel reprezentację polskich firm świadczących usługi tłumaczeniowe i lokalizacyjne, promowanie dobrych praktyk i norm jakości, działalność naukową i szkoleniową, wymianę informacji, doświadczeń oraz budowanie pozytywnego wizerunku branży tłumaczeniowej. PSBT jest członkiem międzynarodowych organizacji branżowych (EUATC, OASIS, LISA i tekom).